# Pieter van Anraedt
Pieter van Anraedt, ook Pieter van Anraadt, (Utrecht, ca. 1635 - Deventer, 1678) was een Nederlands kunstschilder in de 17e eeuw. Van Anraedt was een navolger van Gerard ter Borch, en wist dicht bij diens kwalitatief hoogstaand werk te komen, maar wordt desondanks als mindere schilder gekwalificeerd. Van Anraedt stond meer open voor destijds moderne invloeden dan Ter Borch.

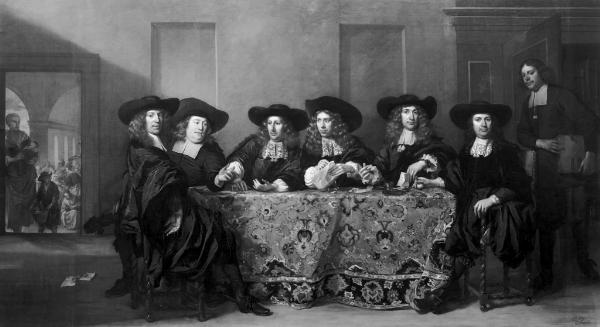
De regenten van het Oudezijds Huiszittenhuis, 1675. Van links naar rechts: Ferdinand Bol, Aarnhout van der Cruijs, Anthony Hoevenaer, Jan van Beuningen, Isaac Commelin, Aarnout Schuyt, Symon Leeman (staand). Bol was een van de regenten en woonde aan de Oudezijds Voorburgwal in Amsterdam.

## Levensloop
Van Anraedt werd geboren in Utrecht. Zijn leertijd bracht hij door in Deventer, waar hij werd beïnvloed door Gerard ter Borch. Hij had veel bewondering voor de dichtkunst, en ging daarom veel met dichter Jan van der Veen om. Uiteindelijk trouwde Van Anreadt zelfs met diens dochter, met wie hij meerdere kinderen kreeg.
In het Rampjaar 1672 verhuisde van Anraedt met zijn vrouw en kinderen naar Amsterdam. Hier schilderde hij de regenten van het H. Geesthuis te Haarlem (1674) en de regenten van het Huiszittenhuis in Amsterdam (1675). Van Anraedt werd vooral om dit laatste werk geroemd. De stijl ervan wordt vergeleken met die van Bartholomeus van der Helst. Het stuk werd in 1808, bij de opheffing van het huis, opgerold en pas in 1848 weer, ongeschonden, uitgerold en gepresenteerd.
Vanaf het jaar 1675 verbleef Van Anraedt te Deventer, waar hij drie jaar later overleed.

## Werken
Van Anraedt werd bekend om zijn portretten. Het Stilleven met kruik uit 1658 is het enige stilleven dat van hem bekend is, en laat invloeden zien van Jan Jansz van de Velde en Jan Treck. Mogelijk is dit schilderij een verkenning door Van Anraedt in het genre van het stilleven of werd dit werk gemaakt in opdracht van de tabakshandel. Volgens curator en kunsthistoricus Alan Chong zijn de Goudse pijpen in dit stilleven de mooist geschilderde in de Gouden Eeuw.
Het Frans Hals Museum in Haarlem, het Mauritshuis in Den Haag, het Rijksmuseum en Amsterdams Historisch Museum in Amsterdam en Museum De Waag in Deventer hebben schilderijen van Van Anraedt in hun bezit.

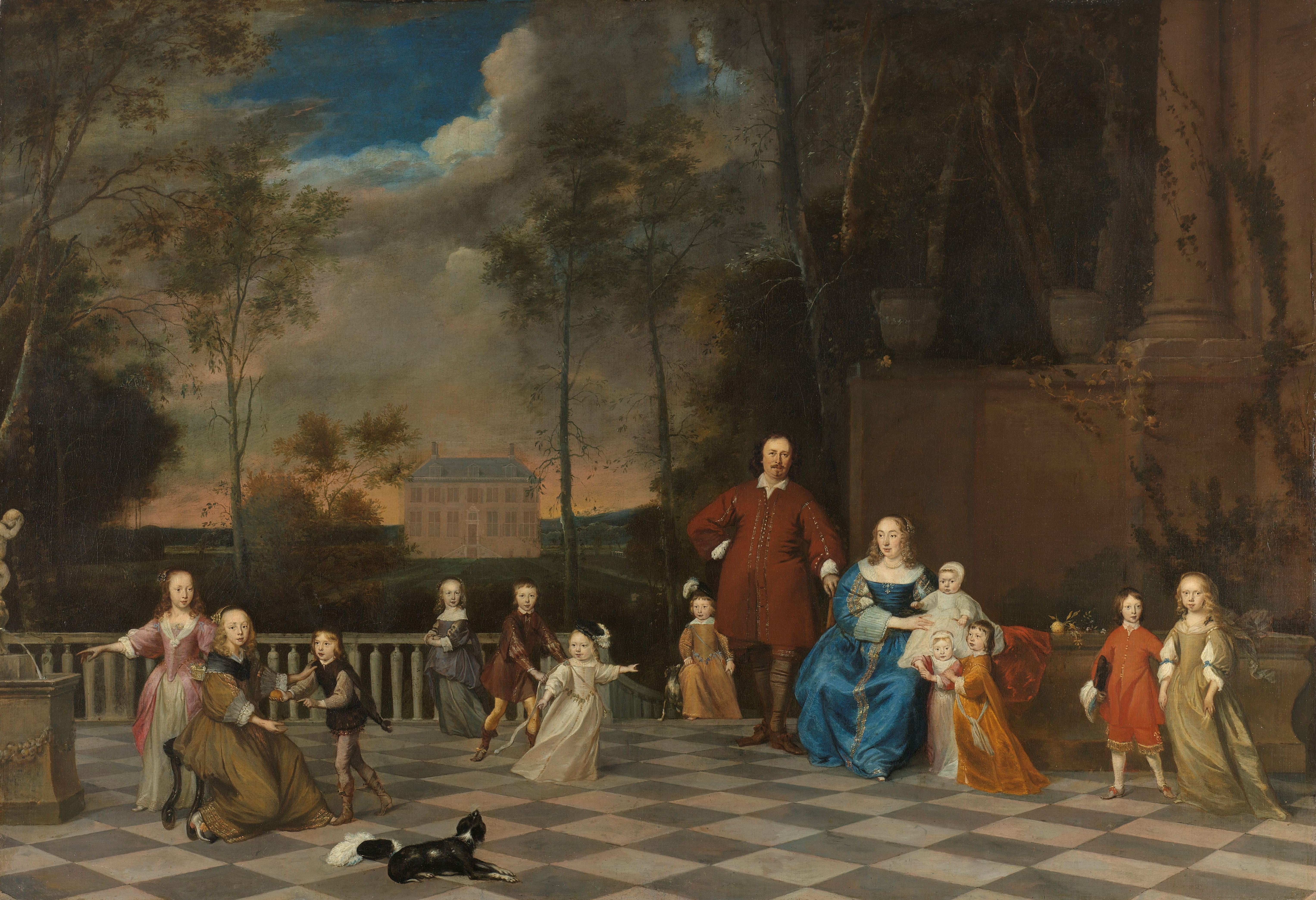
De Amsterdamse koopman Jeremias van Collen (1619-1707), zijn vrouw en hun twaalf kinderen. (1655-1657)
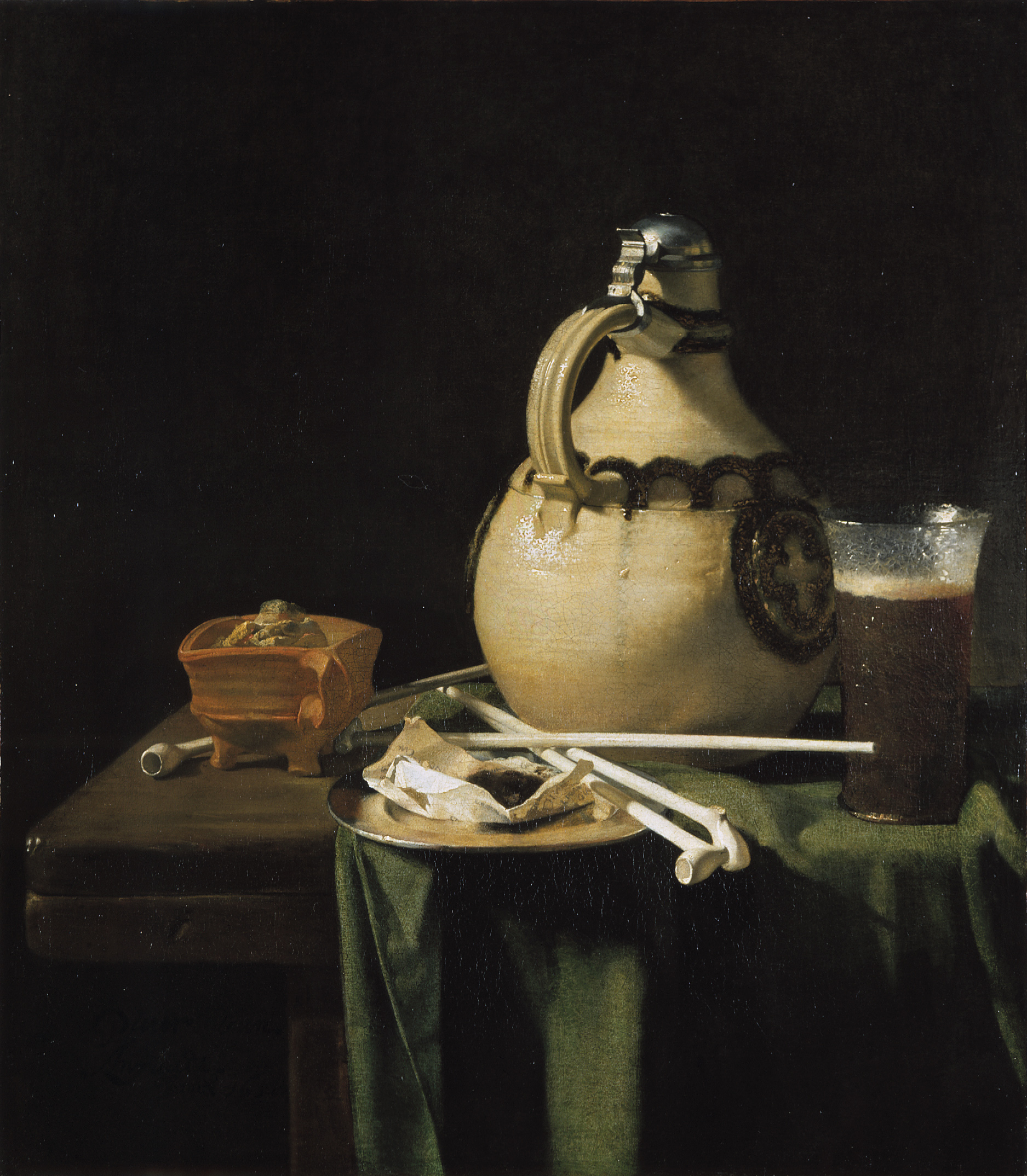
Stilleven met kruik (1658)
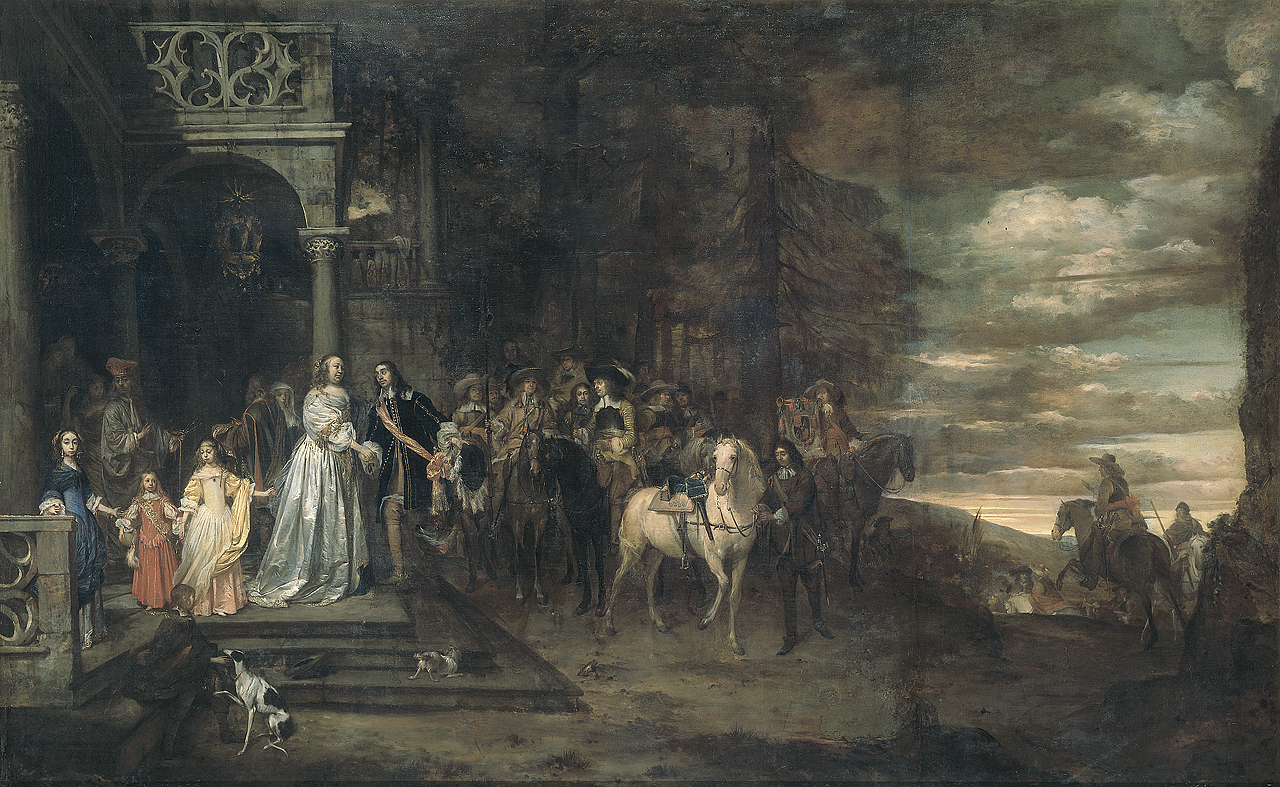
Het afscheid van ritmeester Hendrik de Sandra (1619-1707), uitgeleide gedaan door zijn vrouw en kinderen. (1661)
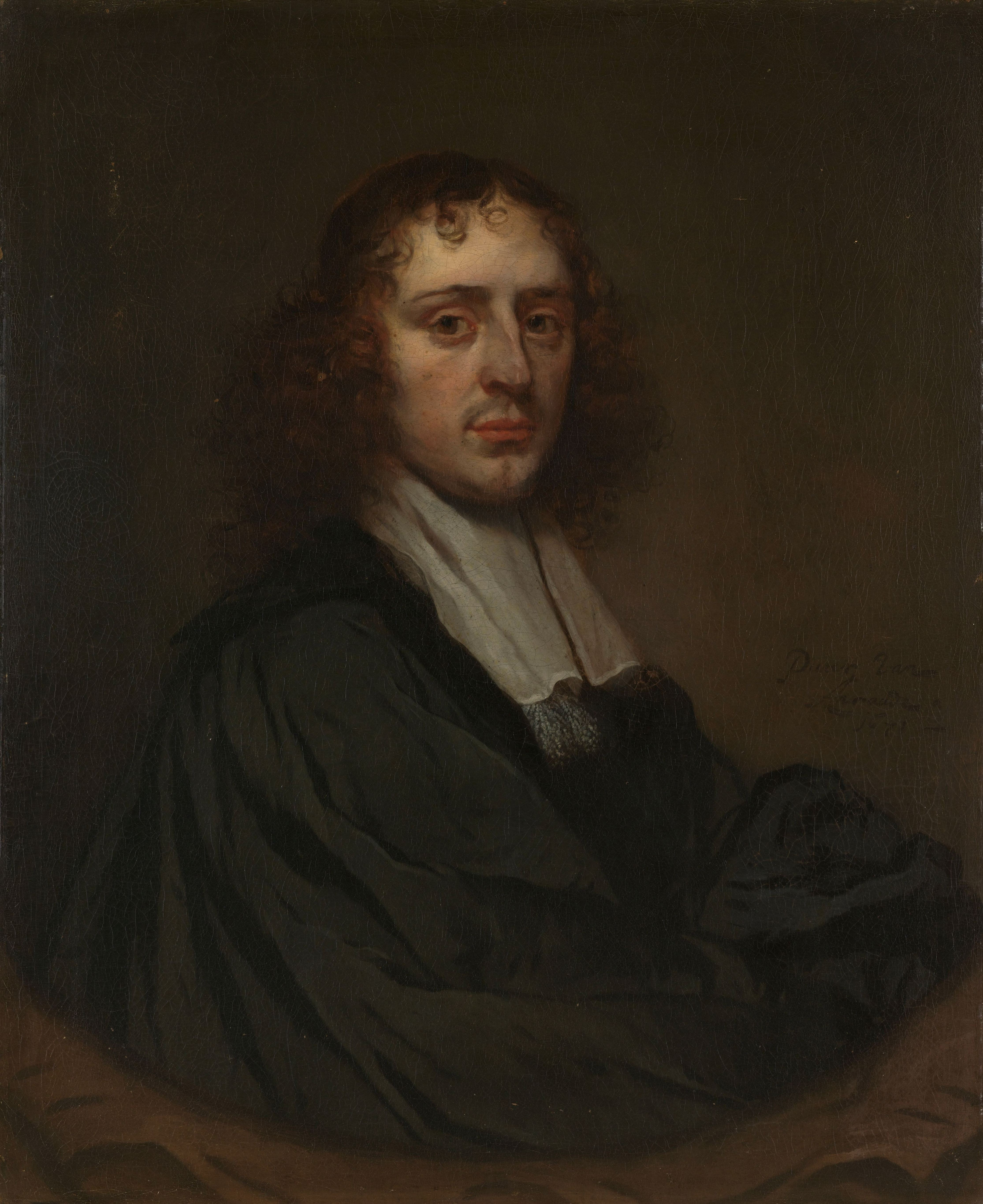
Portret van een man (1671)
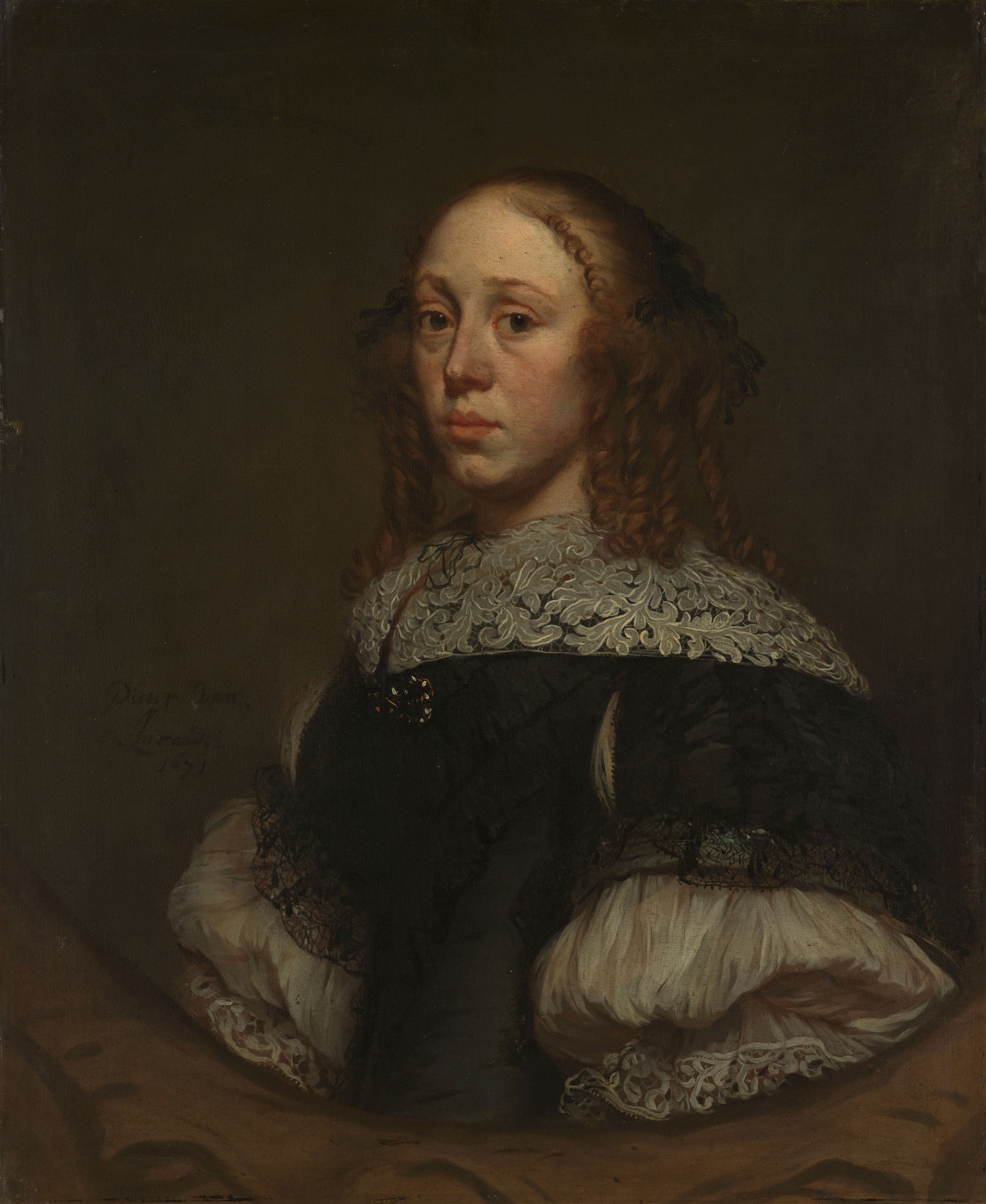
Portret van een vrouw (1671)

- Biografisch Portaal: 10191093
- Digitale Bibliotheek voor de Nederlandse Letteren: anra001
- Gemeinsame Normdatei: 1020091711
- International Standard Name Identifier: 0000 0000 6822 4503
- Nederlandse Thesaurus van Auteursnamen: 105027766
- RKD-Nederlands Instituut voor Kunstgeschiedenis: 1989
- Union List of Artist Names: 500007381
- Virtual International Authority File: 95725896
- WorldCat: E39PCjCWgtYtq7WJr6dHDFjV4q